# Bibio totonigrum
Bibio totonigrum är en tvåvingeart som beskrevs av Hardy 1965. Bibio totonigrum ingår i släktet Bibio och familjen hårmyggor.
Artens utbredningsområde är Nepal. Inga underarter finns listade i Catalogue of Life.